# Charlotte Knobloch
Charlotte Knobloch (ur. 29 października 1932 w Monachium jako Charlotte Neuland) – niemiecka działaczka, w latach 2006–2010 prezydent Zentralrat der Juden in Deutschland, w latach 2003–2010 również wiceprezydent Europejskiego Kongresu Żydowskiego oraz w latach 2005–2013 Światowego Kongresu Żydów.

## Życiorys
Przez wiele lat była jednym z głównych przywódców monachijskiej gminy żydowskiej, jako prezydent Israelitische Kultusgemeinde München und Oberbayern.
W 2008 w 50. rocznicę działalności Centrali Badania Zbrodni Narodowosocjalistycznych w Ludwigsburgu Charlotte Knobloch skrytykowała instytucję, uznając, że Niemcy przegrały „wyścig z czasem”, którego stawką było ukaranie nazistowskich zbrodniarzy wojennych.

## Odznaczenia
- Krzyż Oficerski Orderu Zasługi (Rumunia, 2019)[2]